# Kvindefestival 78
|  | Denne artikel er oprettet af botten Steenthbot ud fra en ekstern database. Den kan derfor have sproglige fejl eller mangler. Denne skabelon kan fjernes efter kontrol af indholdet. |

Kvindefestival 78 er en dansk dokumentarfilm fra 1978.

## Handling
Denne film viser klip fra kvindefestivalen i huset i Magstræde 1978, verdens første kvindemusikfestival. Indeholder interviews med arrangørerne om baggrunden for festivalen og deltagende musikbands: Sonjas Søstre, Röda Bönor, Festivalens Kvinde Big Band og Meg Christian & Holly Near..